# Phil Dwyer
Philip Joseph Dwyer (Cardiff, 28 ottobre 1953 – 30 novembre 2021) è stato un calciatore gallese, di ruolo difensore.

## Carriera

### Club
Tranne una breve esperienze in prestito al Rochdale, vestì solo la maglia del Cardiff City, tra la seconda e la terza divisione inglese. Con il Cardiff City totalizzò complessivamente 6 presenze ed una rete in Coppa delle Coppe.

### Nazionale
Registrò 10 presenze e 2 reti con la nazionale gallese.

## Palmarès

### Club

#### Competizioni nazionali
- Coppa del Galles: 3

Cardiff City: 1972-1973, 1973-1974, 1975-1976

## Statistiche

### Cronologia presenze e reti in nazionale
| Cronologia completa delle presenze e delle reti in nazionale ― Galles | Cronologia completa delle presenze e delle reti in nazionale ― Galles | Cronologia completa delle presenze e delle reti in nazionale ― Galles | Cronologia completa delle presenze e delle reti in nazionale ― Galles | Cronologia completa delle presenze e delle reti in nazionale ― Galles | Cronologia completa delle presenze e delle reti in nazionale ― Galles | Cronologia completa delle presenze e delle reti in nazionale ― Galles | Cronologia completa delle presenze e delle reti in nazionale ― Galles |
| Data                                                                  | Città                                                                 | In casa                                                               | Risultato                                                             | Ospiti                                                                | Competizione                                                          | Reti                                                                  | Note                                                                  |
| --------------------------------------------------------------------- | --------------------------------------------------------------------- | --------------------------------------------------------------------- | --------------------------------------------------------------------- | --------------------------------------------------------------------- | --------------------------------------------------------------------- | --------------------------------------------------------------------- | --------------------------------------------------------------------- |
| 18-4-1978                                                             | Teheran                                                               | Iran                                                                  | 1 – 0                                                                 | Galles                                                                | Amichevole                                                            | 1                                                                     |                                                                       |
| 13-5-1978                                                             | Cardiff                                                               | Galles                                                                | 1 – 3                                                                 | Inghilterra                                                           | Torneo Interbritannico 1978                                           | 1                                                                     |                                                                       |
| 17-5-1978                                                             | Glasgow                                                               | Scozia                                                                | 1 – 1                                                                 | Inghilterra                                                           | Torneo Interbritannico 1978                                           | -                                                                     |                                                                       |
| 19-5-1978                                                             | Cardiff                                                               | Galles                                                                | 1 – 0                                                                 | Irlanda del Nord                                                      | Torneo Interbritannico 1978                                           | -                                                                     |                                                                       |
| 29-11-1978                                                            | Wrexham                                                               | Galles                                                                | 1 – 0                                                                 | Turchia                                                               | Qual. Euro 1980                                                       | -                                                                     |                                                                       |
| 19-5-1979                                                             | Cardiff                                                               | Galles                                                                | 3 – 0                                                                 | Scozia                                                                | Torneo Interbritannico 1979                                           | -                                                                     |                                                                       |
| 23-5-1979                                                             | Londra                                                                | Inghilterra                                                           | 0 – 0                                                                 | Galles                                                                | Torneo Interbritannico 1979                                           | -                                                                     |                                                                       |
| 25-5-1979                                                             | Belfast                                                               | Irlanda del Nord                                                      | 1 – 1                                                                 | Galles                                                                | Torneo Interbritannico 1979                                           | -                                                                     |                                                                       |
| 2-6-1979                                                              | Gżira                                                                 | Malta                                                                 | 0 – 2                                                                 | Galles                                                                | Qual. Euro 1980                                                       | -                                                                     | 89’                                                                   |
| 17-10-1979                                                            | Colonia                                                               | Germania Ovest                                                        | 5 – 1                                                                 | Galles                                                                | Qual. Euro 1980                                                       | -                                                                     |                                                                       |
| Totale                                                                |                                                                       | Presenze                                                              | 10                                                                    |                                                                       | Reti                                                                  | 2                                                                     |                                                                       |